# Johann Michael Keller der Ältere
Johann Michael Keller der Ältere (* 1687 in Dürrwangen; † 1735) war ein deutscher Baumeister.

## Werke
Keller war der Sohn des Maurermeisters Jakob Keller. Er zog vor 1721 nach Neckarsulm und baute 1720 gemeinsam mit Peter Elias Berthold die Deutschordenskirche in Heilbronn um. Er führte ab 1724 zunächst gemeinsam mit seinem älteren Bruder Franz Keller auf Geheiß des Fürstbischofs von Breslau und Kurfürsten von Trier Franz Ludwig von Pfalz-Neuburg den Umbau von Schloss Horneck am Neckar aus. Nach dem Tod von Franz Keller führte er die Arbeiten bis 1728 nach dessen Plänen fort. Er realisierte zudem den Umbau der Ordensresidenzen in Ellingen und Ellwangen. Er war der Vater des gleichnamigen Baumeisters Johann Michael Keller der Jüngere.